# 関インターチェンジ (岐阜県)
関インターチェンジ（せきインターチェンジ）は、岐阜県関市倉知影田にある東海北陸自動車道のインターチェンジである。

## 歴史
- 1986年（昭和61年）3月5日 - 東海北陸自動車道の岐阜各務原IC - 美濃IC間の開通に伴い[2][4]、供用開始（当初より4車線での供用）[1]。

## 道路
- E41 東海北陸自動車道（5番）

## 料金所
- ブース数：5

### 入口
- ブース数：2
  - ETC/一般：2

### 出口
- ブース数：3
  - ETC専用：1
  - 一般：1
  - ETC/一般：1

※ETCレーンは当初は1レーンしか設置されていなかったが、2010年頃に出入口ともに1レーンずつ増設された。（いずれも一般兼用のレーン）

## 備考
- 開通当初は同インターに料金所は設置されず、岐阜各務原インターまたは美濃インターで通行料金を支払うシステムになっていた。
岐阜各務原インターと美濃インター相互の場合は、流入インターの料金所にて係員に降りるインターを報告して料金を支払い、支払い証明書（出口券）を受け取る。関インターから入った場合は支払い証明書がないため、この場合は関インターから入ったとみなし同区間の料金を係員が請求していた。逆に関インターへ向かうときも流入インターの料金所で料金を支払った際領収書のみ渡され、支払い証明書（出口券）は渡されなかった。
その後、美濃インター～美並インター開通時に同インターにも料金所も設置され、完全後払い方式になった。
- また2005年3月19日に東海環状自動車道が開通する以前は当インターチェンジが美濃加茂市への最寄りインターチェンジであったため、IC出口の案内表記が「関 美濃加茂」となっていた[要出典]。

## 接続する道路
- 国道248号[1]

## 周辺
- 岐阜県百年公園
- 岐阜県博物館
- サンサンシティマーゴ
- 中部学院大学
- 中部学院大学短期大学部
- 関市立関商工高等学校
- 関市立南ヶ丘小学校
- 岐阜県警察学校

## 隣
E41 東海北陸自動車道
(4)岐阜各務原IC - (5)関IC - 関SA（上り線） - 長良川SA（下り線） - (5-1)美濃関JCT - (6)美濃IC